# سوبارو ویویو
سوبارو ویویو (Subaru Vivio) خودرویی است که در سال‌های ۱۹۹۲–۱۹۹۸ تولید شده‌است. این خودرو در کلاس خودروی کی قرار گرفته، طراحی آن موتور جلو، محور جلو، چهار چرخ محرک بوده، طول آن در حالت طبیعی ۳٬۲۹۵ میلیمتر (۱۲۹٫۷ اینچ)، عرض آن در حالت طبیعی ۱٬۳۹۵ میلیمتر (۵۴٫۹ اینچ)، ارتفاع آن در حالت طبیعی ۱٬۳۸۵ میلیمتر (۵۴٫۵ اینچ)، وزن آن در حالت طبیعی ۶۵۰ کیلوگرم (۱٬۴۳۰ پوند) است. سیستم جعبه‌دندهٔ آن ۳دنده به دو صورت خودکار و دستی است.